# Rosa benedicta
Rosa benedicta est une mélodie d'Augusta Holmès composée en 1901.

## Composition
Augusta Holmès compose Rosa benedicta en 1901, sur un poème qu'elle écrit elle-même. Il existe trois versions : l'une en ré majeur pour basse ou contralto, une deuxième en mi majeur pour baryton et une troisième en fa majeur pour mezzo-soprano ou soprano. L'œuvre est publiée aux éditions Grus.

## Réception
En 1901, Félix Vieuille chante Rosa benedicta, probablement pour la création de l'œuvre. En 1915, c'est Mme de Susini qui chante la mélodie au concert militaire. En 1932, elle passe encore à la radio,,,.